# Jón Jósep Snæbjörnsson
Jón Jósep Snæbjörnsson vagy művésznevén Jónsi (Akureyri, 1977. június 1. –) izlandi énekes, az Í Svörtum Fötum nevű zenekar tagja. Izland képviseletében részt vett a 2004-es Eurovíziós Dalfesztiválon Isztambulban a "Heaven" című dalával, ahol a döntőben a tizenkilencedik helyen végzett. A 2007-es izlandi nemzeti döntőn, a Söngvakeppni Sjónvarpsinsen ismét versenyzett, de ekkor csak a második helyet szerezte meg "Segðu Mér" című dalával. Majd a 2012-es Eurovíziós Dalfesztiválon már ismét Ő képviselhette Izlandot Gréta Salóme közreműködésében, a "Never Forget" című dallal, mellyel a verseny döntőjében a nagy elvárásokkal ellenben csak a huszadik helyet szerezték meg.

## Fordítás
- Ez a szócikk részben vagy egészben  a   Jón Jósep Snæbjörnsson című angol Wikipédia-szócikk fordításán alapul.  Az eredeti cikk szerkesztőit annak laptörténete sorolja fel. Ez a jelzés csupán a megfogalmazás eredetét és a szerzői jogokat jelzi, nem szolgál a cikkben szereplő információk forrásmegjelöléseként.